# Henningsomyces separatus
Henningsomyces separatus är en svampart som beskrevs av Gilb. & Hemmes 2001. Henningsomyces separatus ingår i släktet Henningsomyces och familjen Marasmiaceae.   Inga underarter finns listade i Catalogue of Life.